# Pterygoplichthys xinguensis
Pterygoplichthys xinguensis  es una especie de peces de la familia Loricariidae en el orden de los Siluriformes.

## Morfología
Los machos pueden alcanzar hasta 27 cm de longitud total.

## Hábitat
Es un pez de agua dulce y de clima tropical.

## Distribución geográfica
Se encuentra en América del Sur, en la cuenca del río Xingú.